# Тевтомат
Тевтомат — вождь галльского племени нитобригов в Аквитании. Его отец Олловикон был в союзе с римлянами; но Тевтомат, когда в 52 до н. э. вспыхнуло восстание Верцингеторикса, стал на сторону восставших и оказал Верцингеториксу помощь после битвы при Аварике. Принимал участие в защите Герговии против римлян, но вследствие военной хитрости Цезаря был застигнут врасплох римскими солдатами и едва успел спастись бегством.